# David Moravec
Pour les articles homonymes, voir David Moravec et Moravec.
David Moravec (né le 24 mars 1973 à Opava en Tchécoslovaquie aujourd'hui ville de République tchèque) est un joueur professionnel de hockey sur glace.

## Carrière en club
Il commence sa carrière professionnelle en 1994 en jouant pour l'équipe de Ostrava, le HC Vítkovice. En 1997-1998, alors qu'il porte toujours les couleurs de l'équipe de Ostrava, il est le meilleur pointeur de la saison avec 64 points. Lors de l'été qui suit, il est choisi lors du repêchage d'entrée dans la Ligue nationale de hockey par les Sabres de Buffalo au cours de la huitième ronde (218e choix).
Il continue à jouer dans l'Extraliga tchèque encore une saison avant de jouer un match au cours de la saison 1999-2000 dans la LNH. Il retourne aussitôt dans son pays et au sein de son équipe de Vítkovice.
En 2003, il quitte la Tchéquie et rejoint le championnat russe en signant pour le Lokomotiv Iaroslavl, équipe championne en titre. Il y joue une saison avant de revenir dans son club même si au cours de la saison 2004-2005, il s'engage pour la première fois dans une autre équipe tchèque : le HC Lasselsberger Plzeň.
Après une saison et demie, il décide de tenter sa chance et porte successivement les maillots du Malmö IF (Elitserien de Suède) puis du HPK Hämeenlinna (SM-liiga de Finlande) avant de signer en 2007-2008 pour le club allemand Wolfsburg Grizzly Adams mais en cours de saison, il retourne dans son pays pour jouer pour le HC Oceláři Třinec. Ce dernier se qualifie pour les séries mais va perdre en quart de finale contre le futur champion de l'Extraliga, le HC Slavia Praha.

## Statistiques
| Saison    | Équipe                   | Ligue              |    | Saison régulière | Saison régulière | Saison régulière | Saison régulière | Saison régulière |   | Séries éliminatoires | Séries éliminatoires | Séries éliminatoires | Séries éliminatoires | Séries éliminatoires |
| Saison    | Équipe                   | Ligue              | PJ | B                | A                | Pts              | Pun              | PJ               | B | A                    | Pts                  | Pun                  |                      |                      |
| 1994-1995 | HC Vítkovice             | Extraliga          | 44 | 5                | 20               | 25               | 0                |                  |   |                      |                      |                      |                      |                      |
| 1995-1996 | HC Vítkovice             | Extraliga          | 37 | 6                | 5                | 11               | 14               | 4                | 0 | 0                    | 0                    | 4                    |                      |                      |
| 1996-1997 | HC Vítkovice             | Extraliga          | 52 | 18               | 22               | 40               | 30               | 9                | 6 | 3                    | 9                    | 0                    |                      |                      |
| 1997-1998 | HC Vítkovice             | Extraliga          | 51 | 38               | 26               | 64               | 28               |                  |   |                      |                      |                      |                      |                      |
| 1998-1999 | HC Vítkovice             | Extraliga          | 50 | 21               | 22               | 43               | 44               | 4                | 1 | 1                    | 2                    | 0                    |                      |                      |
| 1999-2000 | Sabres de Buffalo        | LNH                | 1  | 0                | 0                | 0                | 0                |                  |   |                      |                      |                      |                      |                      |
| 1999-2000 | HC Vítkovice             | Extraliga          | 38 | 11               | 18               | 29               | 34               |                  |   |                      |                      |                      |                      |                      |
| 2000-2001 | HC Vítkovice             | Extraliga          | 51 | 15               | 20               | 35               | 34               | 10               | 4 | 6                    | 10                   | 4                    |                      |                      |
| 2001-2002 | HC Vítkovice             | Extraliga          | 46 | 18               | 26               | 44               | 32               | 14               | 7 | 7                    | 14                   | 2                    |                      |                      |
| 2002-2003 | HC Vítkovice             | Extraliga          | 52 | 18               | 35               | 53               | 50               | 6                | 2 | 1                    | 3                    | 4                    |                      |                      |
| 2003-2004 | Lokomotiv Iaroslavl      | Superliga          | 58 | 7                | 21               | 28               | 30               | 3                | 0 | 1                    | 1                    | 0                    |                      |                      |
| 2004-2005 | HC Vítkovice             | Extraliga          | 26 | 7                | 9                | 16               | 18               |                  |   |                      |                      |                      |                      |                      |
| 2004-2005 | HC Lasselsberger Plzeň   | Extraliga          | 24 | 6                | 13               | 19               | 12               |                  |   |                      |                      |                      |                      |                      |
| 2005-2006 | HC Lasselsberger Plzeň   | Extraliga          | 34 | 9                | 18               | 27               | 30               |                  |   |                      |                      |                      |                      |                      |
| 2005-2006 | Malmö IF                 | Elitserien         | 10 | 5                | 5                | 10               | 6                |                  |   |                      |                      |                      |                      |                      |
| 2006-2007 | Malmö IF                 | Elisterien         | 30 | 1                | 8                | 9                | 22               |                  |   |                      |                      |                      |                      |                      |
| 2006-2007 | HPK Hämeenlinna          | SM-liiga           | 22 | 7                | 10               | 17               | 2                | 8                | 1 | 5                    | 6                    | 6                    |                      |                      |
| 2007-2008 | Wolfsburg Grizzly Adams  | DEL                | 24 | 1                | 6                | 7                | 22               |                  |   |                      |                      |                      |                      |                      |
| 2007-2008 | HC Oceláři Třinec        | Extraliga          | 26 | 4                | 5                | 9                | 34               | 8                | 2 | 1                    | 3                    | 12                   |                      |                      |
| 2008-2009 | HC Oceláři Třinec        | Extraliga          | 52 | 9                | 15               | 24               | 65               | 5                | 0 | 1                    | 1                    | 2                    |                      |                      |
| 2009-2010 | HC Havířov               | 1.liga             | 15 | 3                | 9                | 12               | 6                | -                | - | -                    | -                    | -                    |                      |                      |
| 2009-2010 | HC Šumperk               | 1.liga             | 7  | 2                | 5                | 7                | 8                | -                | - | -                    | -                    | -                    |                      |                      |
| 2009-2010 | MHk 32 Liptovský Mikuláš | Extraliga slovaque | 11 | 2                | 13               | 15               | 8                | -                | - | -                    | -                    | -                    |                      |                      |
| 2010-2011 | HK Nitra                 | Extraliga slovaque | 11 | 0                | 3                | 3                | 4                | -                | - | -                    | -                    | -                    |                      |                      |
| 2010-2011 | HC Orlova                | 2.liga             | 26 | 12               | 19               | 31               | 36               | 9                | 3 | 5                    | 8                    | 4                    |                      |                      |
| 2011-2012 | HC Karvina               | 2.liga             | 40 | 23               | 34               | 57               | 38               | 11               | 4 | 5                    | 9                    | 16                   |                      |                      |
| 2012-2013 | HC Karvina               | 2.liga             | 34 | 9                | 18               | 27               | 40               | -                | - | -                    | -                    | -                    |                      |                      |

## Carrière internationale
Il représente la République tchèque lors de certaines compétitions internationales :
Championnat du monde
- 1997 -  Médaille de bronze
- 1999 -  Médaille d'or
- 2001 -  Médaille d'or
- 2002 - 5e place

Jeux olympiques d'hiver
- 1998 -  Médaille d'or